# Admiral Schofield
Admiral Donovhan Schofield (ur. 30 marca 1997 w Londynie) – amerykański koszykarz, występujący na pozycji niskiego skrzydłowego, obecnie zawodnik Orlando Magic.
W 2019 reprezentował Washington Wizards podczas rozgrywek letniej ligi NBA.
19 listopada 2020 trafił w wyniku wymiany do Oklahoma City Thunder. Miesiąc później został zwolniony.
11 stycznia 2021 został wybrany z drafcie NBA G League z numerem 1 przez Greensboro Swarm. 17 grudnia 2021 zawarł 10-dniową umowę z Orlando Magic.

## Osiągnięcia
Stan na 18 grudnia 2021, na podstawie, o ile nie zaznaczono inaczej.
NCAA
- Uczestnik:
  - rozgrywek Sweet Sixteen turnieju NCAA (2019)
  - II rundy turnieju NCAA (2018, 2019)
- Mistrz sezonu regularnego Southeastern (SEC – 2018)
- MVP turnieju Jerry Colangelo Classic (2018)
- Zaliczony do:
  - I składu:
    - SEC (2019)
    - turnieju SEC (2018, 2019)

  - II składu SEC (2019)
  - składu:
    - honorable mention All-America (2019 przez Associated Press)
    - SEC Community Service Team (2017)
- Zawodnik tygodnia:
  - NCAA (11.10.2018 według Tennessee Sports Writers Association, NBC Sports, College Sports Madness, stowarzyszenia Oscara Robertsona)
  - SEC (26.02. 2018, 5.03.2018, 10.12.2018, 17.12.2018)